# Можга (Можгинский район)
Можга — село в Можгинском районе Удмуртии. Административный центр Можгинского сельского поселения.

## Географическое положение
Село расположено в центральной части района, на реке Ныша, в 8 км к югу от города Можга.

## История
По легенде удмуртские батыры Мардан (Мордан) и Бия из рода Можга отвоевали данное место у черемис и татар. Будущее село получило название по имени их рода, а добавление Бусорман. Первым письменным упоминанием села является Ландратская перепись 1716 года, среди населённых пунктов сотни Андрея Байтемирова Арской дороги Казанского уезда упоминается деревня Бусорман-Можга. Приход села Можга открыт по определению Священного Синода от 3 июня 1751 года. В 1754 году строительство деревянной церкви закончено и 30 ноября она была освящена во имя Казанской Божьей Матери. В связи с образованием Елабужского уезда в 1780 году, в селе размещена становая квартира второго налогового стана уезда. В 1844 году вместо деревянного храма отстроена каменная Казанско-Богородицкая церковь. По итогам десятой ревизии в 1859 году в 93 дворах проживало 517 жителей и размещались — волостное и сельское правление, православная церковь, торжок, две водяных мельницы, кирпичное и селитряное заведения.
С 1921 года в связи с разделом Елабужского уезда и образованием Можгинского уезда, в селе размещён административный центр нового уезда, с 8 января 1921 года по 3 апреля 1924 года село называлось — город Можга. В результате пожара 1924 года деревянный город практически полностью выгорел, уездное управление срочно переведено в посёлок Сюгинского завода, из административных служб остался только сельсовет, после восстановления Можга снова стала селом.

## Население
| 2008 | 2010 | 2012 |
| ---- | ---- | ---- |
| 907  | ↘825 | ↘781 |

## Объекты социальной сферы
- Можгинская средняя общеобразовательная школа
- Можгинский детский сад
- Сельский дом культуры
- Фельдшерско-акушерский пункт
- Школа искусств

## Улицы
| - Вишурская улица - Западная улица - Заречная улица - Кинягильская улица | - Луговая улица - Микрорайон - Можгинская улица - Новая улица | - Улица Огородникова - Удмуртская улица |